# Ondas delta
Las ondas delta son oscilaciones, resultado de la representación de la actividad cerebral frente al tiempo de sueño. Éstas, dada su naturaleza, presentan una periodicidad, siendo su rango de frecuencias de 1-3 Hz. También suelen oscilar entre un rango de 0.1 - 4 Hz. Estas son detectadas en el cerebro humano a través de un electroencefalograma. Normalmente están asociadas con etapas de sueño profundo.
También se puede medir la actividad electromagnética del corazón, donde la presencia de ondas delta se asocia con el síndrome de Wolff-Parkinson-White.
En la actividad cerebral, estas ondas se presentan en las etapas tres y cuatro, en casos de daño cerebral y coma. Las ondas delta se presentan en sueño profundo sin soñar y no están presentes en las otras etapas del sueño (1,2 y de movimiento rápido de ojos).